# Таран, Олег Анатольевич
Олег Анатольевич Таран (укр. Олег Анатолійович Таран; род. 11 января 1960, Орджоникидзе, Днепропетровская область) — советский и украинский футболист, нападающий, тренер. Мастер спорта СССР.

## Биография
Начал играть в ДЮСШ (Орджоникидзе) в 1969 году. Первый тренер — Н. А. Шариков. С 1973 года обучался в спортинтернате (Киев).
В 1977-80 (по июнь) — в «Динамо» (Киев), 1980 (с июля) — в «Черноморце» (Одесса).
Выступал за:
- СКА (Одесса) — 1981-82
- ЦСКА — 1982
- «Днепр» (Днепропетровск) — 1983-88, 1994 (с сентября)
- «Металлург» (3апорожье) — 1989, 1990 (с августа), 1991 (с июля), 1992 (по июнь, ноябрь)
- ВАК (Касабланка, Марокко) — 1990 (по июль)
- «Цафририм» (Холон, Израиль) — 1991 (по май)
- «Маркарид» (Марианхамина, Швеция) — 1992 (июль-октябрь)
- «Этлинген» (Леонберг, Германия) — 1993-94 (по май)

В чемпионатах СССР провёл 188 матчей, забил 48 голов: «Днепр» — 134(45); ЦСКА — 21(3); «Черноморец» — 15; «Металлург» — 12; «Динамо» — 6.
В еврокубках — 14 матчей, 2 гола (Кубок чемпионов — 6 (1), Кубок УЕФА — 8(1).
Индивидуально сильный игрок, хорошо владел дриблингом, отличался нестандартными игровыми решениями в завершении атак и голевым чутьём. Однако имел ряд недостатков (недостаточное умение в игре без мяча), из-за чего не смог полностью реализовать свой большой потенциал.
Должен был стать чемпионом СССР и в 1988, но из-за тяжёлой травмы отыграл в сезоне всего четыре матча и медали не получил.

## Достижения

### Командные
«Днепр»
- Чемпион СССР: 1983
- Серебряный призёр Чемпионата СССР: 1987
- Бронзовый призёр Чемпионата СССР (2): 1984, 1985
- Обладатель Кубка Федерации футбола СССР: 1986

«Видад»
- Чемпион Марокко: 1990

Сборная СССР
- Чемпион Европы среди юношей: 1978
- Серебряный призёр юниорского (U-19) чемпионата мира: 1979

### Личные
- Футболист года на Украине: 1983
- В списке 33-х лучших футболистов сезона — № 3 (1983)
- Лучший бомбардир «Днепра» в сезоне Чемпионата СССР 1983 года с результатом 13 мячей.

### В качестве тренера
«Кривбасс»
- Бронзовый призёр чемпионата Украины: 1998/99, 1999/00[3]
- Финалист Кубка Украины: 1999/00